# Гай Физий Сабин
Гай Фи́зий Саби́н (лат. Gaius Fisius Sabinus; умер после 83 года) — римский государственный и политический деятель, консул-суффект 83 года.

## Биография
Возможно, Сабин происходил из кампанского города Нола или Капуи. Предположительно, его отцом был член жреческой коллегии Гай Физий По[—]. О гражданской карьере Сабина известно только лишь то, что в 83 году он занимал должность консула-суффекта. Дальнейшая его биография неизвестна.